# Forellenbach

Pont de fusta al carrer Brückenstraße

El Forellenbach

El Forellenbach (en baix alemany Frellenbeek) és un afluent del riu Glinder Au o Steinbek que neix a prop del carrer Drift a Willinghusen, un nucli de Barsbüttel i que desemboca a Ooststeenbeek al districte de Stormarn a l'estat de Slesvig-Holstein (Alemanya) Desguassa via el Glinder Au (Steinbek), el Bille i l'Elba al mar del nord.
El riu va integrar-se al sistema de connexió de biòtops  (Biotopverbundsystem) que permet a les espècies de migrar naturalment. Forma l'eix central d'un parc al centre d'Oststeinbek. El seu nom significa Rierol de les truites. Té dos afluents anònims.
| \| \| Conca del Bille (Bil·le) \| |                          |
| Haken • Oberhafen • Oberhafenkanal • Schleusenkanal • Hochwasserbassin • Rückerskanal • Billekanal • canal de Billbrook • Bullenhuser Kanal • Tiefstackkanal • Steinbrookgraben • Glinder Au o Steinbek • Havighorster Graben • Forellenbach • Schleemer Bach • Barsbek • Jenfelder Bach • Bornbek • Bornmühlenbach • Ladenbek • Kampbille • Schleusengraben • Brookwetterung • Schulenbrooksbek • Dalbek • Knollgraben • Forstgraben • Trittauer Mühlenbach • Amelungsbek • Corbek • Schwarzer Au |                          |
| | Conca del Bille (Bil·le) |